# Ardoix
Ardoix é uma comuna francesa na região administrativa de Auvérnia-Ródano-Alpes, no departamento de Ardèche. Estende-se por uma área de 12,15 km². Em 2010 a comuna tinha 1 279 habitantes (densidade: 105,3 hab./km²).